# Băleni, Galați
Băleni este o comună în județul Galați, Moldova, România, formată numai din satul de reședință cu același nume. Conform recensămîntului din 2011, comuna Băleni are o populație de 2332 de locuitori.

## Așezare
Comuna se află în centrul județului, în Câmpia Covurlui, pe malurile râului Suhurlui. Este străbătută de șoseaua națională DN24D, care leagă Galațiul de Bârlad. Lângă Băleni, acest drum se intersectează cu șoseaua județeană DJ253, care o leagă spre vest de Cudalbi și spre est de Fârțănești.
Teritoriul comunei Baleni este cuprins aproximativ intre paralele 45 grade,45 minute si 20 secunde si 45 grade,51 minute si 03 secunde latitudine nordică si,respectiv,meridianele de 27 grade,46 minute si 15 secunde si 27 grade,53 minute si 33 secunde longitudine estică.

## Istorie
La sfârșitul secolului al XIX-lea, comuna făcea parte din plasa Zimbrul a județului Covurlui și era formată din satele Băleni și Zăgancea, având 1747 de locuitori ce trăiau în 387 de case. În comună funcționau o moară cu aburi, o biserică și o școală mixtă cu 58 de elevi. Anuarul Socec din 1925 o consemnează în plasa Bujoru a aceluiași județ, având doar satul de reședință, cu 2850 de locuitori.
În 1950, comuna a trecut în administrarea raionului Bujor din regiunea Galați. În 1968, a fost transferată județului Galați.

## Monumente istorice
Singurul obiectiv din comună clasificat ca monument istoric este o parte din situl arheologic de interes național Valul lui Athanaric, datând din secolele al II-lea–al IV-lea e.n.

## Demografie
Componența etnică a comunei Băleni
     Români (93,46%)
     Alte etnii (0%)
     Necunoscută (6,54%)
Componența confesională a comunei Băleni
     Ortodocși (92,61%)
     Alte religii (0,69%)
     Necunoscută (6,7%)
Conform recensământului efectuat în 2021, populația comunei Băleni se ridică la 1.882 de locuitori, în scădere față de recensământul anterior din 2011, când fuseseră înregistrați 2.332 de locuitori. Majoritatea locuitorilor sunt români (93,46%), iar pentru 6,54% nu se cunoaște apartenența etnică. Din punct de vedere confesional, majoritatea locuitorilor sunt ortodocși (92,61%), iar pentru 6,7% nu se cunoaște apartenența confesională.

## Politică și administrație
Comuna Băleni este administrată de un primar și un consiliu local compus din 11 consilieri. Primarul, Ionel Popa[*], de la Partidul Social Democrat, este în funcție din octombrie 2020. Începând cu alegerile locale din 2024, consiliul local are următoarea componență pe partide politice:
|  | Partid                    | Consilieri | Componența Consiliului | Componența Consiliului | Componența Consiliului | Componența Consiliului | Componența Consiliului | Componența Consiliului | Componența Consiliului | Componența Consiliului |
|  | ------------------------- | ---------- | ---------------------- | ---------------------- | ---------------------- | ---------------------- | ---------------------- | ---------------------- | ---------------------- | ---------------------- |
|  | Partidul Social Democrat  | 8          |                        |                        |                        |                        |                        |                        |                        |                        |
|  | Partidul Național Liberal | 3          |                        |                        |                        |                        |                        |                        |                        |                        |